# Gasthof Zum Löwen (Darmstadt)
Der Gasthof Zum Löwen ist ein denkmalgeschützter Gasthof aus dem 18. Jahrhundert in Darmstadt-Arheilgen in Hessen.

## Geschichte und Beschreibung
Der Gasthof Zum Löwen wurde in der Mitte des 18. Jahrhunderts erbaut. Bauherr war der Arheilger Schultheiß Thomas Weber. An das alte barocke, verputzte, traufständige Gebäude schließt sich der breitgelagerte eingeschossige Saalanbau aus dem Jahre 1905 an. Das Bauwerk besitzt ein barockisierendes Portal mit Jugendstilanklängen in den bauplastischen Details sowie Jugendstilanklänge in den vier bleiverglasten Rundbogenfenstern.

## Denkmalschutz
Aus architektonischen und stadtgeschichtlichen Gründen ist das Bauwerk ein Kulturdenkmal.